# Niedrzwica Duża (gmina)
Niedrzwica Duża (do 1954 gmina Niedrzwica) – gmina wiejska w województwie lubelskim, w powiecie lubelskim. W latach 1975–1998 gmina położona była w województwie lubelskim. Stanowi część aglomeracji lubelskiej zgodnie z koncepcją P. Swianiewicza i U. Klimskiej.
Siedzibą gminy jest Niedrzwica Duża. Urząd gminy promuje gminę hasłem: „Niedrzwica Duża – Gmina, w której chce się żyć”.
Według danych z 1 stycznia 2007 gminę zamieszkiwało 10 997 osób.

## Struktura powierzchni
Według danych z roku 2002 gmina Niedrzwica Duża ma obszar 106,82 km², w tym:
- użytki rolne: 84%
- użytki leśne: 9%

Gmina stanowi 6,36% powierzchni powiatu.

## Demografia

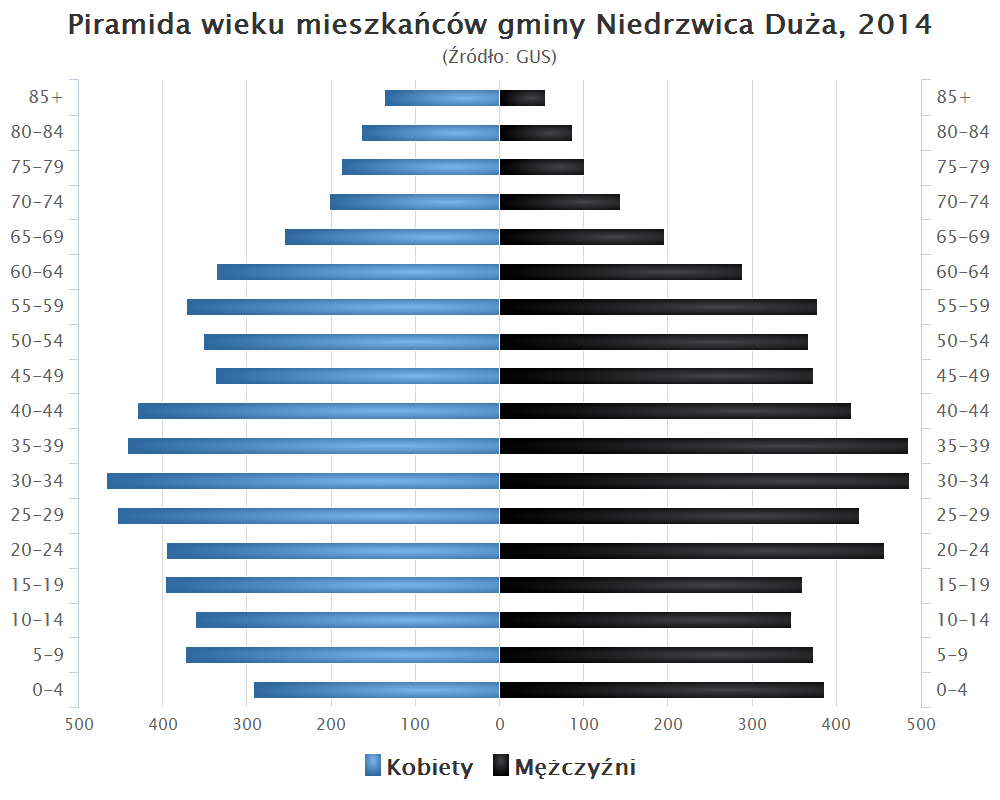
Piramida wieku mieszkańców gminy Niedrzwica Duża w 2014 roku

Dane z 30 czerwca 2004:
| Opis                              | Ogółem | Ogółem | Kobiety | Kobiety | Mężczyźni | Mężczyźni |
| --------------------------------- | ------ | ------ | ------- | ------- | --------- | --------- |
| jednostka                         | osób   | %      | osób    | %       | osób      | %         |
| populacja                         | 11 238 | 100    | 5604    | 51,1    | 5353      | 48,9      |
| gęstość zaludnienia (mieszk./km²) | 102,6  | 102,6  | 52,5    | 52,5    | 50,1      | 50,1      |

## Historia
Pierwsza informacja o istnieniu Niedrzwicy Dużej jako wsi pojawia się na początku XV wieku - w 1417 roku. Jednakże pierwsze wzmianki o istnieniu wsi zwanej Niedrzwicą pochodzą już z 1374 roku. Wiadomość ta odnosi się do sąsiedniej wsi - Niedrzwicy Kościelnej. W 1417 roku pojawia się w źródłach konkretna nazwa wsi Nedrwicza.

## Sport
W gminie działa kilka klubów sportowych:
Gminny Klub Sportowy Orion Niedrzwica Duża. Został założony na początku lat 60. XX wieku, a pod tą nazwą funkcjonuje od 1964 roku. Największe sukcesy odnosił w latach 70., gdy brał udział w rozgrywkach szczebla centralnego pucharu Polski w 1978 roku. W sezonie 2007/2008 awansował do IV ligi lubelskiej. Od sezonu 2016/17 gra w Klasie Okręgowej (grupa lubelska). Obecnie klub posiada trzy klasy rozgrywkowe: żaków starszych, orlików starszych i seniorów. Seniorzy mecze domowe rozgrywają na boisku w Niedrzwicy Kościelnej.
Ludowy Zespół Sportowy Krężnica Jara. Został założony na początku lat 60. XX wieku. W latach 1994–1996 i 2014-2017 grał w klasie A a od sezonu 2017/18 gra w klasie B. Klub posiada dwie klasy rozgrywkowe: młodzików młodszych, którzy domowe mecze rozgrywają na boisku w Niedrzwicy Dużej oraz seniorów, którzy domowe mecze rozgrywają na boisku w Niedrzwicy Kościelnej.
Klub Sportowy Heksa Niedrzwica Duża. Został założony w drugim dziesięcioleciu XXI wieku. Sekcja piłkarska posiada jedynie grupy młodzieżowe: młodzików młodszych, trampkarzy młodszych i juniorów młodszych. Młodzicy i trampkarze mecze domowe rozgrywają w Niedrzwicy Dużej natomiast juniorzy w Niedrzwicy Dużej i Niedrzwicy Kościelnej. W klubie działa również sekcja tenisa stołowego. Drużyna męska gra w II lidze lubelskiej (trzeci poziom ligowy), zawodnicy biorą udział również w turniejach indywidualnych.

## Kultura i oświata
Sieć biblioteczną na terenie gminy Niedrzwica Duża tworzą:
- Gminna Biblioteka Publiczna w Niedrzwicy Dużej
- Filia Biblioteczna w Niedrzwicy Kościelnej
- Filia Biblioteczna w Strzeszkowicach Dużych
- Filia Biblioteczna w Krężnicy Jarej

W gminie Niedrzwica Duża działają szkoły:
- Szkoła Podstawowa im. Orła Białego w Czółnach
- Szkoła Podstawowa w Mariance
- Szkoła Podstawowa im. Bohaterów 7. Kołobrzeskiego Pułku Piechoty w Niedrzwicy Dużej
- Szkoła Podstawowa w Radawczyku
- Szkoła Podstawowa im. Jana Pawła II w Sobieszczanach
- Szkoła Podstawowa im. ks. Jana Twardowskiego w Strzeszkowicach Dużych
- Szkoła Podstawowa w Warszawiakach
- Szkoła Podstawowa im. Żołnierzy-Bohaterów Armii Krajowej w Krężnicy Jarej
- Szkoła Podstawowa im. ks. Stanisława Konarskiego w Niedrzwicy Kościelnej

Szkoły podstawowe w Mariance, Radawczyku i Warszawiakach są prowadzone przez stowarzyszenia. 
Na terenie gminy działają też przedszkola:
- Przedszkole w Niedrzwicy Dużej
- Przedszkole w Niedrzwicy Kościelnej
- Punkt Przedszkolny w Czółnach
- Punkt Przedszkolny w Krężnicy Jarej
- Punkt Przedszkolny w Sobieszczanach
- Punkt Przedszkolny w Strzeszkowicach Dużych

## Zabytki
Do rejestru zabytków wpisane są następujące obiekty znajdujące się na terenie gminy (stan na dzień 20 grudnia 2010 roku:
| adres                | nazwa | numer rejestru | data decyzji            | długość i szerokość geograficzna                |
| -------------------- | --- | -------------- | ----------------------- | ----------------------------------------------- |
| Krężnica Jara        | zespół kościoła par. pw. św. Floriana, 2 poł. XIX w. kościół dzwonnica cmentarz przykościelny ogrodzenie z kapliczkami     | A/4            | 29.03.2000              | 51°08′56,58″N 22°27′46,79″E/51,149050 22,462997 |
| Niedrzwica Kościelna | kościół par. pw. Wniebowzięcia NMP i św Bartłomieja, pocz. XIX w. dzwonnica cmentarz kościelny, ogrodzenie z 4 kapliczkami | A/27           | 31.03.1966 i 16.11.1966 | 51°05′25,55″N 22°21′09,73″E/51,090431 22,352703 |
| Niedrzwica Kościelna | cmentarz parafialny z 1800 r.                                                                                              | A/945          | 15.05.1987              | 51°01′25,40″N 22°21′17,50″E/51,023722 22,354861 |

## Sołectwa
Borkowizna, Czółna, Krebsówka, Krężnica Jara, Majdan Sobieszczański, Marianka, Niedrzwica Duża I,  Niedrzwica Duża II,  Niedrzwica Kościelna I, Niedrzwica Kościelna II, Osmolice-Kolonia, Radawczyk, Radawczyk-Kolonia Pierwsza, Sobieszczany, Sobieszczany-Kolonia, Strzeszkowice Duże I, Strzeszkowice Duże I, Strzeszkowice Małe, Tomaszówka, Trojaczkowice, Warszawiaki, Załucze.

## Sąsiednie gminy
Bełżyce, Borzechów, Głusk, Lublin, Konopnica, Strzyżewice, Wilkołaz.